# Riedern
Riedern fue hasta el 31 de diciembre de 2010 una comuna suiza del cantón de Glaris. Desde el 1 de enero de 2011 es una localidad de la nueva comuna de Glaris a la que también fueron agregadas las comunas de Ennenda, Glaris y Netstal.

## Geografía
La antigua comuna de Riedern era la más pequeña de todo el cantón de Glaris. Riedern se encuentra situada en el Klöntal, en cercanías del lago de Klöntal. La antigua comuna limitaba al norte con la comuna de Näfels y al sur con Glaris. Riedern es la comuna más pequeña del cantón de Glaris.

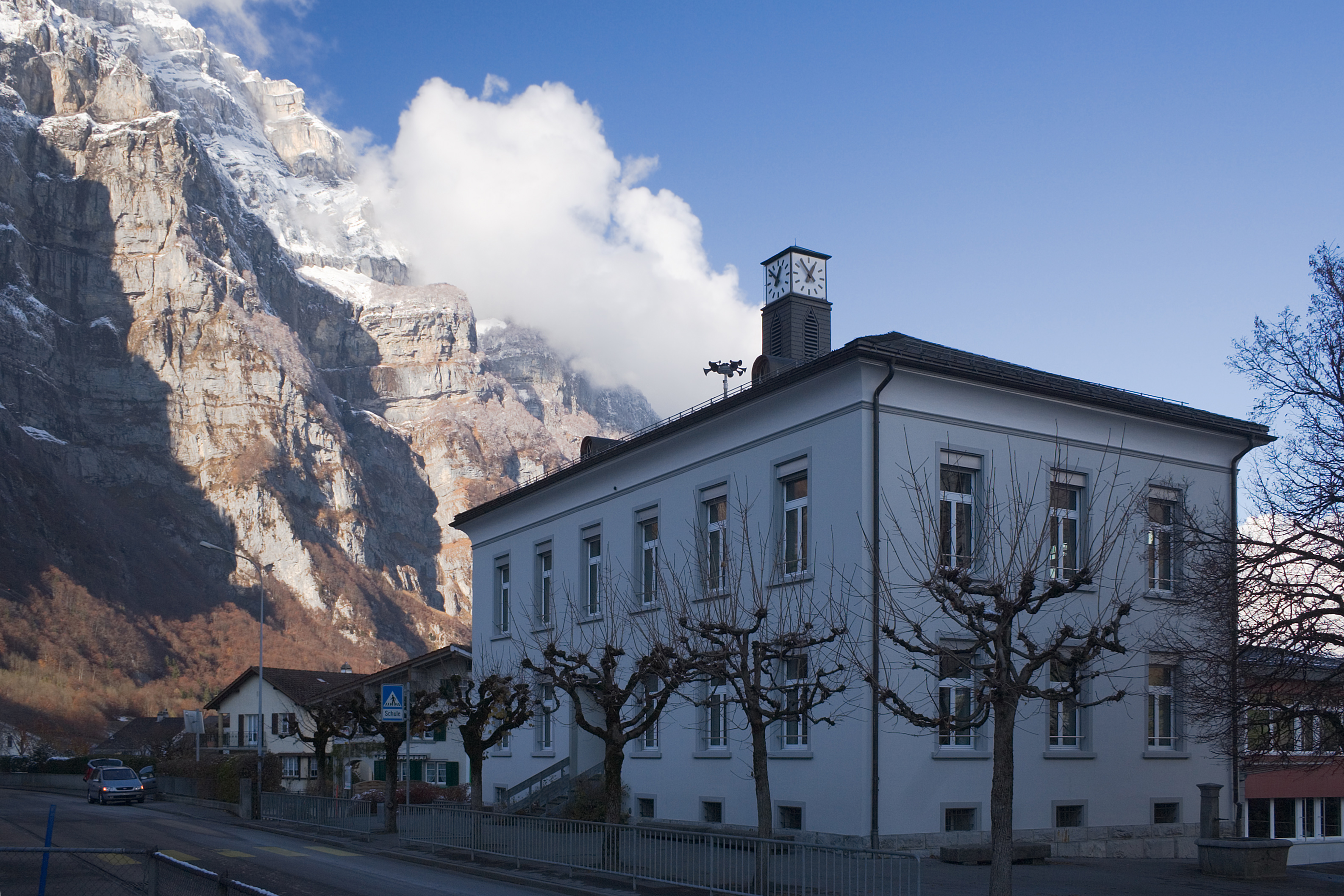
Escuela de Riedern.